# Тандемний боєприпас

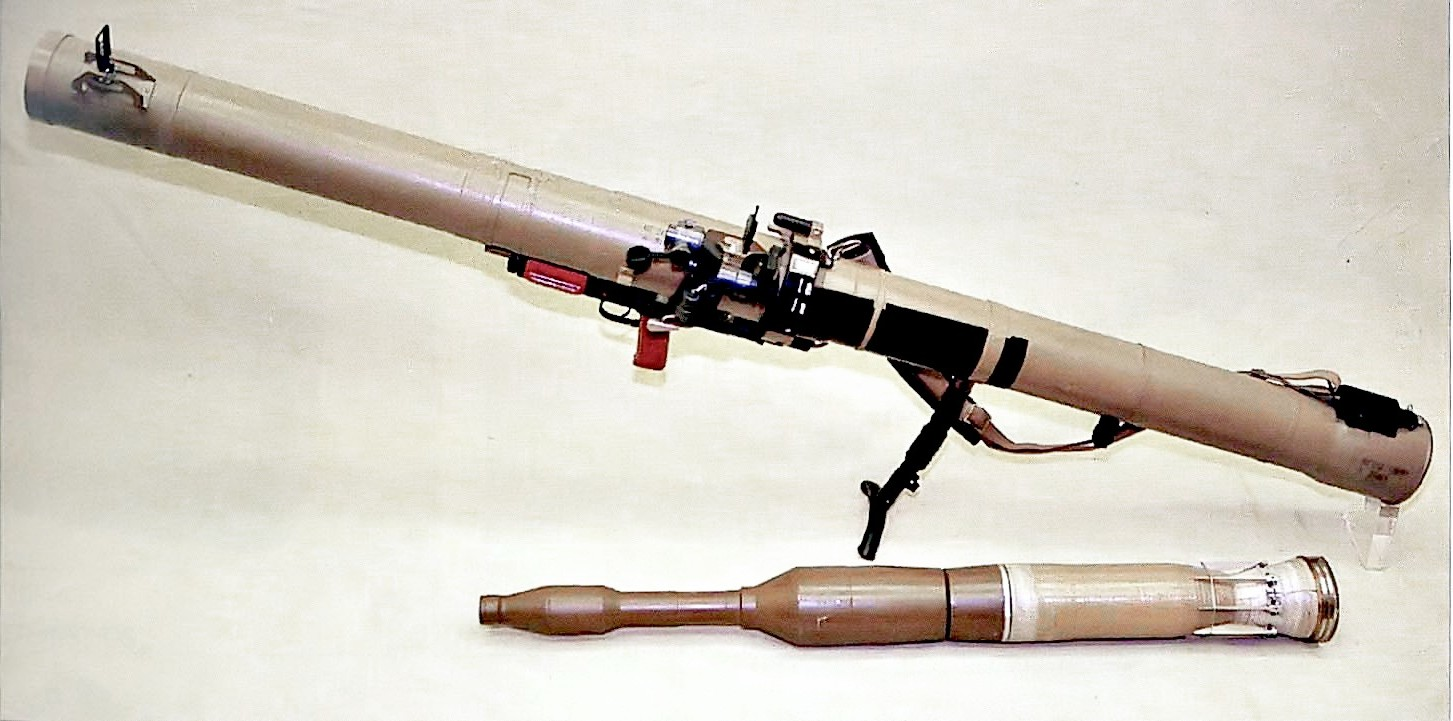
РПГ-29 та ракета ПГ-29В з тандемною боєголівкою

Тандемний або подвійний боєприпас це вибуховий або метальний пристрій з двома або більшою кількістю етапів вибуху.

## Протитанкові боєприпаси

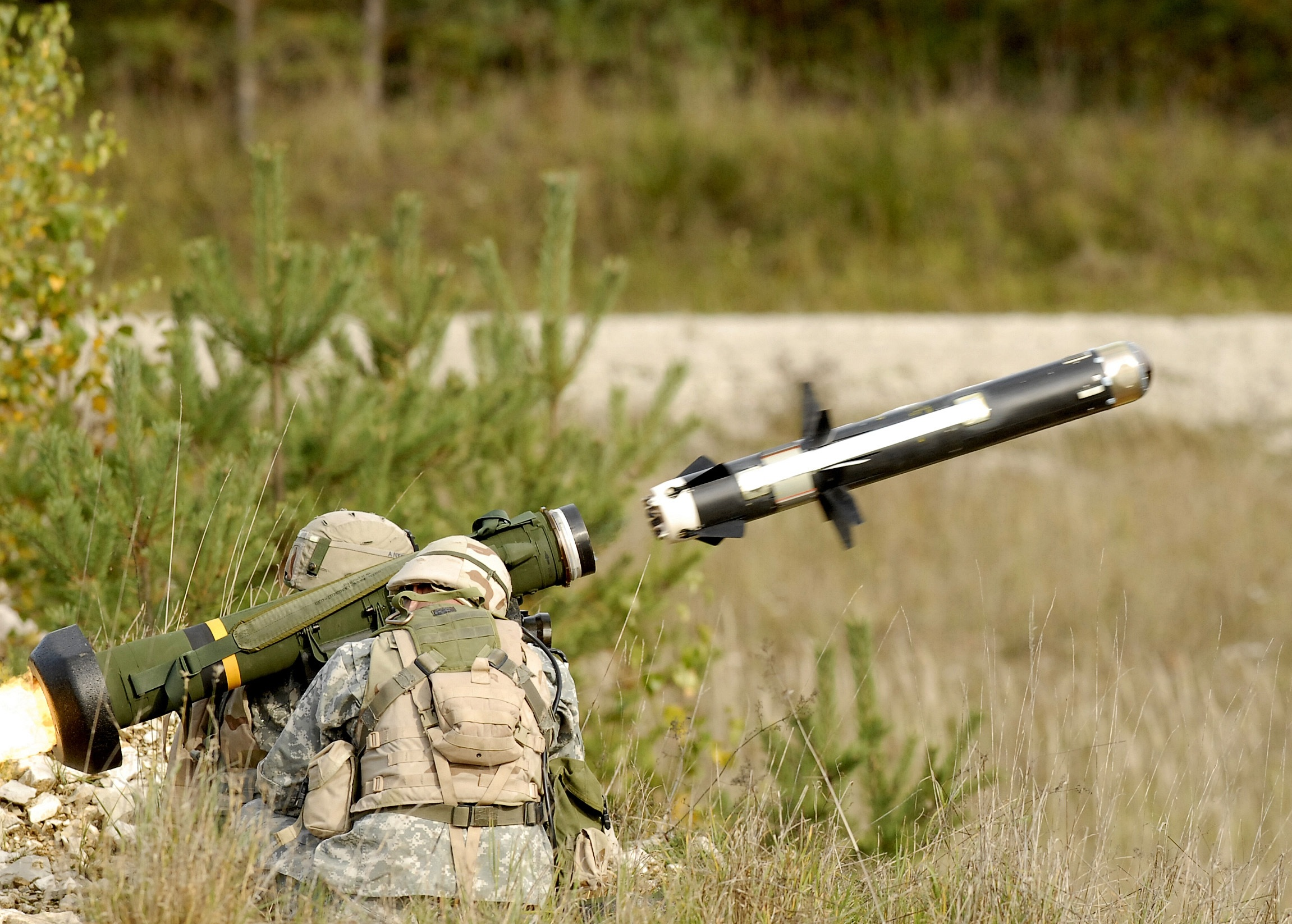
Самонавідна ракета FGM-148 Javelin з тандемною боєголовкою

Тандемні заряди ефективні проти динамічної броні, яка розроблена для захисту бронетехніки (зазвичай танків) від протитанкової зброї. Перший заряд зазвичай слабкий і призначений для пробивання динамічного захисту без детонації й створення каналу у динамічному захисті для проходження другої боєголовки або простого детонування бронепластини, що викликає збій динамічного захисту. Друга боєголовка влучає у теж саме місце куди й перша боєголовка. Через те, що залишається лише основна броня друга боєголовка має великий шанс пробити броню.
Проте, тандемні заряди корисні лише проти ERA (explosive reactive armour - вибуховий динамічний захист), менш ефективний проти не вибухового динамічного захисту (NxRA).
Прикладами тандемних боєприпасів можна назвати боєголовки ПГ-7ВР гранатомета РПГ-7 і боєголовка ПГ-29В у більш сучасного гранатомета РПГ-29, але ця технологія використовується у всьому світі, тому що вона була розроблена в епоху Холодної війни, щоб протистояти реактивній броні, яка була спільною рисою для радянських танків. Іншими прикладами ракет з тандемними боєприпасами є BGM-71 TOW, FGM-148 Javelin, Brimstone та MBT LAW.

## Ударна зброя

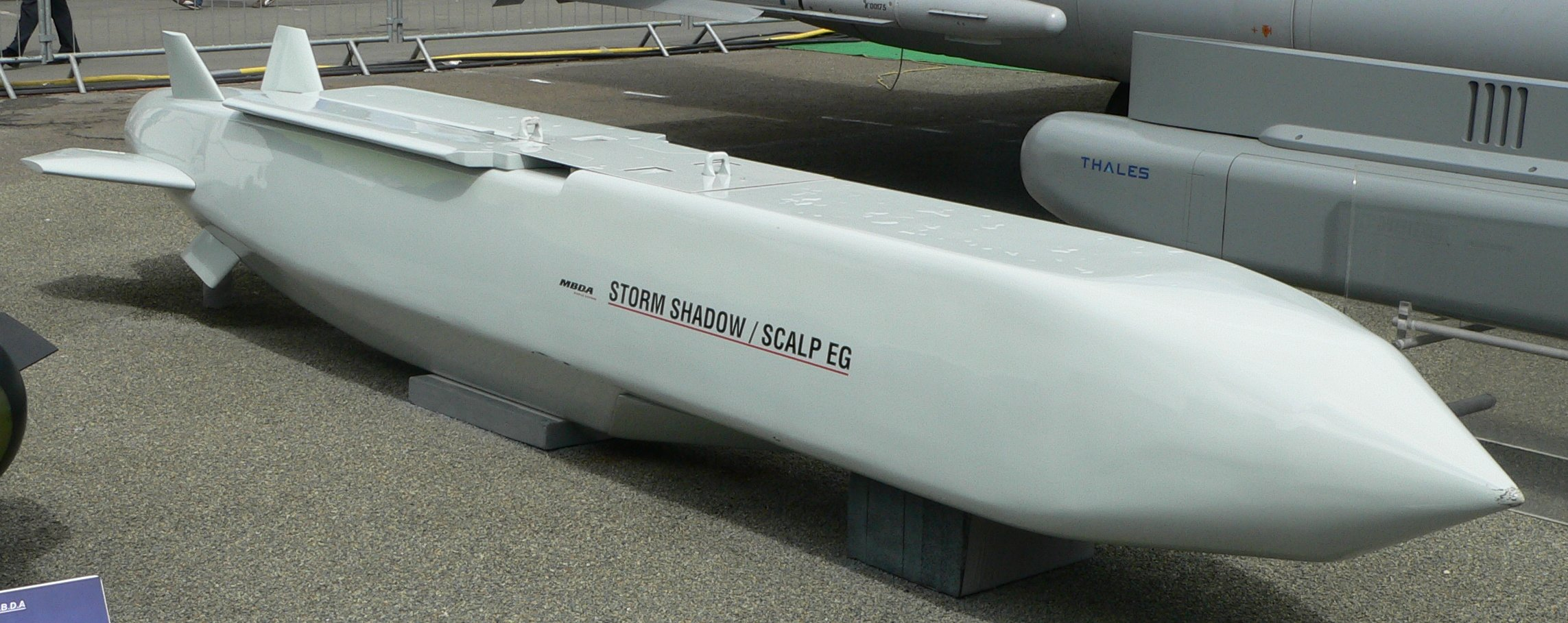
Ракета Storm Shadow використовує тандемний заряд для ураження захищених конструкцій

Подвійні заряди також ефективні проти будівель (наприклад бункери).  При підриві звичайного фугасного заряду вибухова хвиля буде рухатися шляхом найменшого опору, більша кількість вибухової сили боєголовки буде розсіяно довкола цілі, якщо вибухне поза будівлею. Цей ефект можна збільшити, якщо використовувати бронебійні бомби вільного падіння з детонаторами затриманого вибуху які пробивають землю, бетон тощо і вибухають у середині будови.
Така зброя зазвичай потребує, щоб літак пролітав поблизу сильнозахищеної будівлі з ризиком для літака. Крилаті ракети з тандемними боєголовками можуть використовувати перший заряд для пробивання діри у будівлі, а другий заряд спрацьовує як і звичайна бронебійна бомба з затримкою вибуху. Прикладами таких боєголовок є BROACH, що встановлюється на крилатій ракеті Storm Shadow і крилатій бомбі AGM-154 JSOW та MEPHISTO німецько-шведської ракети TAURUS.